# Węgierska Formuła 2000
Węgierska Formuła 2000 – cykl wyścigów samochodów o pojemności silnika do dwóch litrów, organizowany w ramach wyścigowych mistrzostw Węgier od 1992 roku.

## Historia
W 1964 roku na Węgrzech organizowano mistrzostwa Formuły 3, w której uczestniczyli tacy zawodnicy, jak Ferenc Demmel, Ferenc Kiss, István Sulyok czy Tibor Széles. Po rozwiązaniu Formuły 3 samochody jednomiejscowe ścigały się m.in. w ramach Formuły Easter. Natomiast po rezygnacji z organizacji Formuły Easter węgierscy zawodnicy formuł rywalizowali w dywizji I oraz kategorii II, które nie były podzielone na klasy.
W 1992 roku powołano w ramach kategorii II grupę E, która była podzielona na klasy do 1600 i do 2000 cm³. Pierwszym mistrzem Formuły 2000 został Mátyás Szigetvári. W tym okresie w Formule 2000 ścigali się m.in. byli zawodnicy Niemieckiej Formuły 3, Kálmán Bódis i László Szász, a uczestniczyły w niej samochody Formuły Ford czy Formuły Opel Lotus, a także stare Formuły Easter i Mondial. W 1996 roku mistrzostwo Węgier w wyścigach formuł zdobył László Szász, ale ze względów regulaminowych tytuł w klasie do 2000 cm³ zdobył Csaba Kun. Z kolei w 1998 roku z uwagi na nikłe zainteresowanie rozegrano jedynie połowę zaplanowanych wyścigów, dzięki czemu mistrzem został Szigetvári, który w klasyfikacji formuł zajął drugie miejsce.
W 2002 roku w mistrzostwach Węgierskiej Formuły 2000 zadebiutował Chanoch Nissany, który później pięciokrotnie zdobył mistrzostwo serii oraz był kierowcą testowym Minardi w Formule 1. W 2008 roku obok Formuły 2000 wprowadzono na Węgrzech również wyścigi Formuły Renault. W 2016 roku Balázs Volentér jako pierwszy kierowca został jednocześnie mistrzem Formuły Renault oraz Formuły 2000.

## Mistrzowie
| Sezon | Mistrz            | Zespół                                    | Samochód                |
| ----- | ----------------- | ----------------------------------------- | ----------------------- |
| 1992  | Mátyás Szigetvári | Budapesti Volán                           | Reynard-Ford            |
| 1993  | László Szász      | Hungária Biztosító                        | Reynard FOL-Opel        |
| 1994  | Mátyás Szigetvári | Budapesti Volán                           | Reynard-Ford            |
| 1995  | Mátyás Szigetvári | Gáspár Racing Team                        | Reynard-Ford            |
| 1996  | Csaba Kun         | Mecsek Szinkron ASE                       | Reynard FOL-Opel        |
| 1997  | László Szász      | Mozart Motorsport                         | Dallara                 |
| 1998  | Mátyás Szigetvári | E.C.S. Motorsport                         | Dallara                 |
| 1999  | István Rácz       | Quaestormási MSE                          | Reynard FOL-Opel        |
| 2000  | István Rácz       | Quaestormási MSE                          | Reynard FOL-Opel        |
| 2001  | Zsolt Harkányi    | VOLÁN Autós SC                            | Reynard FOL-Opel        |
| 2002  | Zsolt Harkányi    | VOLÁN Autós SC                            | Reynard FOL-Opel        |
| 2003  | Chanoch Nissany   | Szász Motorsport                          | Coloni CN98-Nissan      |
| 2004  | Chanoch Nissany   | Szász Motorsport                          | Coloni CN98-Nissan      |
| 2005  | Balázs Pődör      | Patkó Autó- Motorsport                    | Tatuus FR2000-Renault   |
| 2006  | Chanoch Nissany   | Szász Motorsport                          | Coloni CN98-Nissan      |
| 2007  | Chanoch Nissany   | Szász Motorsport                          | Dallara WSL3-Nissan     |
| 2008  | László Eszenyi    | Patkó Autó- Motorsport                    | Dallara F307-Alfa Romeo |
| 2009  | Chanoch Nissany   | Főnix Motorsport                          | Tatuus N.T07-Honda      |
| 2010  | István Tukora     | Pi-Do Racing Team                         | Tatuus N.T07-Honda      |
| 2011  | Krisztián Fekete  | Pi-Do Racing Team                         | Tatuus N.T07-Honda      |
| 2012  | Krisztián Fekete  | Feke-Team                                 | Tatuus N.T07-Honda      |
| 2013  | Christopher Höher | Franz Wöss Racing Team                    | Dallara F305-Opel       |
| 2014  | Krisztián Fekete  | School Team Hungary                       | Tatuus N.T07-Honda      |
| 2015  | János Magyar      | Magyar Racing Team                        | Tatuus N.T07-Honda      |
| 2016  | Balázs Volentér   | Nívó Motorsport                           | Tatuus FR2000-Renault   |
| 2017  | János Magyar      | Magyar Racing Team                        | Tatuus N.T07-Honda      |
| 2018  | János Magyar      | Magyar Racing Team                        | Tatuus N.T07-Honda      |
| 2019  | Róbert Hefler     | F-Racing 2000                             | Tatuus FR2000-Renault   |
| 2020  | Olivér Michl      | Gender Racing Team                        | Tatuus FR2000-Renault   |
| 2021  | János Magyar      | Magyar Racing Team                        | Tatuus N.T07-Honda      |
| 2022  | Benjámin Berta    | Solution Racing SE / Team Hoffmann Racing | Dallara F314-Toyota     |